# والتر جونز
والتر جونز (بالإنجليزية: Walter Emanuel Jones) (و. 1970 – م) هو ممثل، وممثل تلفزيوني، من الولايات المتحدة الأمريكية، ولد في ديترويت، ميشيغان.

## وصلات خارجية
- والتر جونز على موقع IMDb (الإنجليزية)
- والتر جونز على موقع ألو سيني (الفرنسية)
- والتر جونز على موقع أول موفي (الإنجليزية)
- والتر جونز على موقع قاعدة بيانات الفيلم (الإنجليزية)
- والتر جونز على موقع كينوبويسك (الروسية)